# Veszprém-Szentkirályszabadja Repülőtér
A Buda-West vagy Veszprém-Szentkirályszabadja repülőtér egy használaton kívüli volt katonai repülőtér, mely egy betonozott futópályával (iránya: 16-34) rendelkezik. Tervek készültek arra, hogy átépítése után polgári repülőtérként fog üzemelni. Szentkirályszabadja és Veszprém között található. A repülőteret kettévágja a két település közigazgatási határa. Míg a kiszolgáló létesítmények, illetve a kapcsolódó elhagyott szovjet laktanya Veszprémhez, addig a futópálya zöme Szentkirályszabadjához tartozik.

## Története
1938-ban kezdődtek meg az építési munkálatok, majd 1944-re készült el a füves leszállópálya, 6 betonhéjszerkezetű hangár, a parancsnoki-, laktanya- és kiszolgáló épületek, de harcoló alakulat ide nem települt. A felsőbb katonai vezetés itt tervezte létrehozni a Horthy István Repülő Akadémiát. Az első és utolsó évfolyamot 1944. november 19-én avatták fel.
A második világháborúban nem volt jelentős szerepe, az egy tanfolyamon kívül amit itt végeztek semmi más nem történt a háború ideje alatt. 1948-1952. között folytatódtak a félbemaradt építkezések. 1968-ban megkezdődtek a 86. önálló helikopterezred Szentkirályszabadjára történő áttelepítését előkészítő munkálatok. 1980-ra részben kialakult a laktanya mai képe.
A 90-es évek második felére, a Magyar Honvédség társadalmi, gazdasági megítélése és helyzete meglehetősen bizonytalanná vált. A felerősödött regionális és helyi önkormányzati nyomásra, a katonai vezetés már nem tudta figyelmen kívül hagyni, a polgári hasznosítás joggal felmerült igényeit, ezért 2004. december 15-én bezárták a repteret. Személyi állományának, technikai eszközeinek részei Szolnokra, a 86. Szolnok Helikopter Ezred bázisára, kisebb létszámmal Pápa Bázis repülőtérre kerültek áthelyezésre. A kiképzett helikoptervezető-, műszaki -, és kiszolgáló állomány nagy része szolgálati-, illetve korkedvezményes nyugállományba vonult. A katonáknak és polgári dolgozóknak egy kisebbik része, akik a feltételekkel nem rendelkeztek, rövid időn belül munkanélküliként, a Magyar Honvédségen kívül kerültek.

### Polgári repülőtérré alakítása
2005. december 29-én a veszprémi és a szentkirályszabadjai önkormányzat a kormánytól, illetve a Kincstári Vagyoni Igazgatóságtól térítésmentesen megkapta a repteret. Az ingyenes tulajdonba adásról szóló 2005-ös kormányhatározat alapján a terület polgári repülőtér kialakítására használható.  A kormányhatározat előírta azt is, hogy a terület milyen célokra hasznosítható: repülőtér kialakítása, ipari-, logisztikai-, tudományos park létesítése, kommunális létesítmények kialakítása.[forrás?]
A két település eladásra hirdette meg a 440 hektáros területet és a rajta lévő ingatlanokat, versenytárgyalással végződő pályázati eljárással.
A pályázat nyertese (miután a többet ígérő olasz cég nem fizette ki határidőre az összeget) az angol, amerikai és magyar szakmai-pénzügyi befektetők tulajdonában lévő BudaWest Airport Holding Zrt. lett, amely a vételár kifizetése után 2006 novemberében birtokba vette a repteret. A cég vállalta, hogy a rendezési terv elfogadását követő két éven belül megkezdi egy nyilvános, kereskedelmi repülőtér működtetését. Ezzel párhuzamosan ipari, logisztikai, tudományos park is szerepel a tervekben, a Pólus Program keretein belül. 2007 áprilisától hivatalosan is megindult a veszprémi repülőtéren a kisgépes, azaz az üzleti, sport- és hobbicélú forgalom.
A szerződés szerint legkésőbb 2010. szeptember 16-ig kellett volna létrehozni egy működő nemzetközi repülőteret, ám a beruházó ennek a közelébe se jutott. Veszprém és Szentkirályszabadja ezért 2011 elején beadta a bíróságon a keresetet a szerződés nem teljesítése esetén esedékes kötbérigényre, illetve erre hivatkozva elállt a szerződéstől. A bíróság 2011 áprilisában az önkormányzatok javára döntött, az átadás-átvételt ugyanakkor elszámolási viták nehezítik.
Az ingatlanok tulajdonba helyezéséről további két döntés született 2015-ben, majd az ellenérték megfizetése tárgyában folyt végrehajtási eljárás.
Szentkirályszabadja önkormányzata 2017. március 20-án aláírta a birtokbaadási megállapodást a BudaWest Airport Holding Vagyonkezelő Zártkörűen Működő Részvénytársasággal, ezt követően 686 millió forintot utaltak át a BudaWestnek. Az államtól 675 millió forint visszatérítendő támogatást kaptak, hogy minél előbb birtokba vehessék az ingatlant, mert a kamatok napi szinten emelkedtek. Az önkormányzat önerőből ekkora összeget nem tudott volna kifizetni, még a fennmaradó tizenegy millió forint kifizetése is nehézséget okozott. 2017. március 20. óta az önkormányzat saját tulajdonában vannak az érintett ingatlanok, e területek karbantartásáról azóta Szentkirályszabadja gondoskodik.
A tulajdonjog visszajegyzésére 2018 szeptemberében került sor, Veszprém város önkormányzata ekkor kezdeményezte a birtokbavételi eljárás megkezdését a BudaWest Zrt.-vel szemben. A BudaWest azonban vitatta a végrehajtási eljárásban született és az azt lezáró díjjegyzék kimutatásának a jogszerűségét, megtagadta a létesítmények önkormányzati birtokba való átadást. Ezen túlmenően megfellebbezte az önkormányzati tulajdonba történő földhivatali visszajegyzést is. A BudaWest Zrt. tájékoztatása alapján eközben a repülőtér területét a Hidroplan Nord Kft. 2020 áprilisáig hatályos bérleti szerződés alapján bérelte.
A repülőtér közvetlen szomszédságában épült meg a Honvédelmi Minisztérium logisztikai központja 2020 decemberére.
2023-ban Veszprém önkormányzata a Hidroplan Nord Kft.-vel együttműködési megállapodást kötött. A cég honlapja szerint csak nappali VFR repülés folytatható a repülőtéren, ami kategóriája szerint nem nyilvános fel- és leszállóhely. A repülőtér a tulajdonos, illetve az üzembentartó engedélye alapján vehető igénybe, kivéve a kényszerhelyzetben lévő légijárműveket. Időjárás tájékoztató szolgálat működik a toronyban.

2024 májusától a repülőtérhez vezető bekötőút mentén egy Mi-24D típusú harci helikopter „könnyített” változata állít emléket az egykori 87. Bakony Harcihelikopter Ezrednek.

## Környezetvédelmi problémák
A jelenleg[mikor?] üzemen kívüli repülőtér Natura 2000 területet érint, illetve a tervezett le- és felszálló pályairányok alacsonyan (180-500m) húzódnak Balatonalmádi felett. Ennélfogva a környező lakosság körében erős ellenállás bontakozott ki a repülőtér átépítése, tervezett működése ellen. Ennek egyik fontos mozzanata a Kelet-Balatoni Légtérvédő Egyesület megalakulása és működése.